# Ciel (futbolista)
Jociel Ferreira da Silva, más conocido como Ciel (Caruaru, Pernambuco, Brasil, 31 de marzo de 1982), es un jugador de fútbol profesional brasileño que juega como delantero para el CSA.

## Carrera
Marcó el primer gol de su carrera profesional en el Santa Cruz el 6 de noviembre de 2003, en el Torneo Vinausteel, ante el Bình Dương - el partido terminó con victoria por 2 a 1. El equipo terminó campeón del certamen.

## Clubes
| Club                 | País          | Año       | Partidos | Goles |
| -------------------- | ------------- | --------- | -------- | ----- |
| Santa Cruz           | Brasil        | 2003-2004 | 3        | 1     |
| Centro Limoeirense   | Brasil        | 2004      | ?        | ?     |
| Santa Cruz           | Brasil        | 2005      | ?        | ?     |
| Salgueiro            | Brasil        | 2006      | ?        | ?     |
| Santa Cruz           | Brasil        | 2006      | ?        | ?     |
| Juazeiro             | Brasil        | 2006      | ?        | ?     |
| Busan I'Park         | Corea del Sur | 2007      | ?        | ?     |
| Ceará                | Brasil        | 2007      | 7        | 3     |
| Salgueiro            | Brasil        | 2007      | ?        | ?     |
| Fluminense           | Brasil        | 2008      | 7        | 0     |
| Ceará                | Brasil        | 2008      | 21       | 4     |
| Icasa                | Brasil        | 2008      | 2        | 0     |
| Ceará                | Brasil        | 2009      | 1        | 0     |
| América-RN           | Brasil        | 2009      | ?        | ?     |
| ASA                  | Brasil        | 2010      | 21       | 14    |
| Corinthians Alagoano | Brasil        | 2010      | 2        | 0     |
| Paços de Ferreira    | Portugal      | 2010      | 14       | 0     |
| Shabab Al-Arabi      | EAU           | 2010-2013 | 22       | 9     |
| Shabab Al-Ahli       | EAU           | 2013-2016 | 52       | 21    |
| Ceará                | Brasil        | 2016      | 5        | 0     |
| Ittihad Kalba        | EAU           | 2016-2017 | 24       | 12    |
| Dibba Al-Fujairah    | EAU           | 2018      | 9        | 4     |
| Caucaia              | Brasil        | 2018-2019 | 30       | 25    |
| ASA                  | Brasil        | 2019      | 7        | 3     |
| Salgueiro            | Brasil        | 2020      | 15       | 4     |
| Caucaia (cedido)     | Brasil        | 2020      | 7        | 10    |
| Guarany de Sobral    | Brasil        | 2020      | 12       | 6     |
| Salgueiro            | Brasil        | 2021      | 6        | 4     |
| Caucaia              | Brasil        | 2021      | 7        | 8     |
| Sampaio Corrêa       | Brasil        | 2021      | 35       | 11    |
| Tombense             | Brasil        | 2022      | 43       | 18    |
| Ferroviário          | Brasil        | 2023-2025 | 101      | 48    |
| CSA                  | Brasil        | 2025-     | 0        | 0     |

## Palmarés

### Campeonatos estatales
| Competición             | Equipo            | País   | Año  |
| ----------------------- | ----------------- | ------ | ---- |
| Serie B Cearense        | Caucaia           | Brasil | 2019 |
| Taça Padre Cícero       | Guarany de Sobral | Brasil | 2010 |
| Campeonato Pernambucano | Salgueiro         | Brasil | 2020 |

### Campeonatos nacionales
| Competición                                | Equipo         | País | Año              |
| ------------------------------------------ | -------------- | ---- | ---------------- |
| Copa de Clubes Campeones del Golfo         | Al-Shabab      | EAU  | 2011             |
| Copa de Liga de los Emiratos Árabes Unidos | Al-Shabab      | EAU  | 2011             |
| UAE Pro League (2)                         | Shabab Al-Ahli | EAU  | 2013-14, 2015-16 |
| Copa de Liga de los Emiratos Árabes Unidos | Shabab Al-Ahli | EAU  | 2014             |

### Distinciones individuales
| Distinción                                 | Año  |
| ------------------------------------------ | ---- |
| Goleador de la Serie B Cearense (12 goles) | 2019 |
| Goleador de la Copa Fares Lopes (5 goles)  | 2018 |
| Goleador de la Copa Fares Lopes (8 goles)  | 2019 |
| Goleador de la Copa Fares Lopes (10 goles) | 2020 |
| Goleador de la Taça Padre Cícero (8 goles) | 2021 |